# Любомир Чакалов
Любомир Николов Чакалов е български математик, академик на БАН.

## Биография
Роден е на 6 февруари 1886 г. стар стил   (18 февруари 1886 г. нов стил) в Самоков, 9-о дете в семейството. След като завършва средното си образование в Пловдив, започва да работи като учител в близко до Самоков село. Записва се в Софийския университет през 1904 г.
През юни 1908 г. завършва СУ с отличие в специалност „Математика и физика“. На 10 септември 1908 г. става асистент на проф. Емануил Иванов. През следващите години специализира в редица европейски градове: Лайпциг и Гьотинген (1910 – 1912), Париж и Неапол (1925 – 1926).
Доцент е от 10 септември 1908 г. Става ръководител на катедрата по висш анализ. Извънреден професор в катедрата по висш анализ Чакалов е в периода от 14 октомври 1919 до 31 март 1922 г. Редовен професор в същата катедра е от 1922 г. до своето пенсиониране на 15 октомври 1952 г. През 1925 г. получава докторска степен по математика от университета в Неапол. Същата година става академик.
През 1923 – 1924 г. е декан на Физико-математическия факултет на Софийския университет, а през 1943 – 1944 г. е ректор на Софийския университет.
Основните му приноси са в областите реален и комплексен анализ, теория на числата, диференциални уравнения, елементарна математика и други. Изследва също аритметичните свойства на някои безкрайни редове.
Любомир Чакалов е член на Кралската чешка академия на науките, Варшавската академия на науките, Географското дружество в Лима, както и постоянен член на Българската академия на науките след 1930 г.
През 1949 г. става член на БКП. През 1950 г. получава Димитровска награда. През 1963 г. е отличен със званието „Народен деятел на културата“.